# درخشنده پره‌حنایی
درخشنده پره‌حنایی (نام علمی: Heliodoxa branickii) نام یک گونه از سرده خورشیدرخشان‌ها است.